# Piętki-Gręzki
Piętki-Gręzki – wieś w Polsce położona w województwie podlaskim, w powiecie wysokomazowieckim, w gminie Klukowo.
Zaścianek szlachecki Gręski należący do okolicy zaściankowej Piętki  położony był w drugiej połowie XVII wieku w ziemi drohickiej województwa podlaskiego. W latach 1975–1998 miejscowość administracyjnie należała do województwa łomżyńskiego.
Wierni kościoła rzymskokatolickiego należą do parafii Najświętszej Maryi Panny Częstochowskiej w Klukowie.

## Historia
W roku 1465 w Herbarzu Kapicy-Milewskiego wymieniony dziedzic tej ziemi – de Piantki.
Andrzej, zwany Oczko wymieniony jako dziedzic Piętków w 1489. Jego syn, Piotr wspominany w aktach ziemskich w roku 1509. W tym samym okresie wymienia się Abrahama, Jakuba, Marcina i Piotra, synów Jana. Na początku XVI wieku wzmiankowani Bartłomiej i jego synowie: Maciej, Michał, Piotr.
Mikołaj, zwany Szeliga założył Piętki-Szeligi. Piętkowie skolonizowali także pobliskie Sobolewo, dając początek rodowi Sobolewskich herbu Ślepowron.
W 1580 roku wieś podzielona na: Baśki, Gręski i Szeligi. Wymieniono również Oczkowiznę. Spis podatkowy z tego okresu informuje: Ślachetny Wawrzyniec Kostro, z cześnikami swemi, dał z włok ziemskich 2, po gr. 15. Ślachetny Matyas Pąk, z cześnikami swemi, dał z włók ziemskich 10, po groszy 15. Ślachetny Jakób Stanisławów, z cześnikami swemi z Pieńków Szeligów, z włók ziemskich 10, po gr. 15. Ślachetny Matyas Jedynak z cześnikami swemi, dał z włók ziemskich 10, po gr. 15.
W 1673 r. częściowym posesjonatem wsi, posiadającym 10 poddanych w Gręskach i Żabińcu był Wojciech Piętka.
W I Rzeczypospolitej Gręzki należały do ziemi drohickiej w województwie podlaskim.
W latach 1868–1879 we wsi funkcjonowała rządową szkoła jednoklasowa, najstarsza w gminie Klukowo.
Pod koniec XIX w. miejscowość należała do powiatu mazowieckiego, gmina Klukowo.
W 1891 roku naliczono tu 35 gospodarstw na 294 ha gruntów. Przeciętne gospodarstwo posiadało powierzchnię 8,4 ha. W 1921 wieś liczyła 37 domów i 203 mieszkańców, w tym 4 prawosławnych, 3 z nich podało narodowość białoruską.
Przez długi czas zachowało się tu tradycyjne budownictwo drewniane. Zespół budynków mieszkalnych i gospodarczych z tej wsi można oglądać w skansenie w Ciechanowcu.

## Współcześnie
Wieś typowo rolnicza. Produkcja roślinna podporządkowana hodowli krów mlecznych.